# Alexandre Tarassov
Pour les articles homonymes, voir Tarassov.
Alexandre Nikolaïevitch Tarassov (en russe : Александр Николаевич Тарасов), né le 8 mars 1958 à Moscou, est un sociologue, politologue et culturologue russe, également écrivain et philosophe. Penseur de gauche radicale, il s'est longtemps revendiqué du courant post-marxiste, aux côtés d'István Mészáros et d'un certain nombre de philosophes marxistes yougoslaves appartenant au groupe « Praxis ». Depuis le début des années 2000, le terme de post-marxisme a néanmoins été approprié par des philosophes comme Ernesto Laclau et Chantal Mouffe, et Alexandre Tarassov (de même qu'István Mészáros et les philosophes yougoslaves précités) a cessé de se rattacher à ce courant.

## Biographie

### Activisme politique et internement forcé
En décembre 1972 – janvier 1973, Tarassov fonde, aux côtés de Vasily Minorsky, un groupe clandestin de gauche radicale, le « Parti des nouveaux communistes » ou PNC (en russe : Партия новых коммунистов, ПНК). Il en devient le leader officieux au cours de l'été 1973. En 1974, le PNC fusionne avec un autre groupe de gauche radicale clandestin, « l'École de Gauche » (en russe : Левая Школа), pour former le « Parti néo-communiste de l'Union Soviétique » (PNCUS) (en russe : Неокоммунистическая партия Советского Союза, НКПСС). Tarassov devient l'un des leaders et théoriciens du PNCUS et écrit en 1974 le programme du parti, « Les principes du néo-communisme » (en russe : Принципы неокоммунизма). 
En 1975, Tarassov est arrêté par le KGB. Après avoir été emprisonné, puis interné pendant un an dans un hôpital psychiatrique spécial, il est libéré, le dossier concernant le PNCUS n'étant finalement jamais porté devant les tribunaux. Durant son internement forcé, Tarassov subit des traitements cruels et des tortures (passages à tabac, thérapie électroconvulsive, comas insuliniques, injections de fortes doses de neuroleptiques), causant des troubles somatiques sévères (hypertonie musculaire, spondylarthrite ankylosante, maladies du foie et du pancréas) dont il souffre depuis sa remise en liberté, le rendant partiellement invalide. Des médecins (?) d'État ont examiné Tarassov en 1988 et n'ont diagnostiqué chez lui aucun trouble mental, récusant ainsi les raisons qui auraient pu justifier son internement (Voir également : Psychiatrie punitive en URSS).
Après sa libération, Tarassov participe à la restauration du PNCUS, qu'il dirige jusqu'à l'auto-dissolution du parti en janvier 1985.

### Éducation et carrière
Tarassov a exercé de nombreuses fonctions : il a travaillé en tant que dessinateur, laborantin dans un institut de recherche et de conception de structures métalliques, gardien au cimetière Vagankovo de Moscou, machiniste, réparateur de chaudières, libraire, éditeur, aide-médecin, comptable, éclairagiste au théâtre de l'Ermitage de Moscou, chercheur associé au Centre pour l'Analyse Scientifique de l'Académie des sciences de Russie, professeur d'université, consultant pour le Ministère de l'Éducation et des Sciences, chroniqueur politique, expert au Centre d'information et d'analyse « Panorama » (Moscou) et au Comité des droits de l'Homme de Moscou, etc. 
Par ses études supérieures, il s'est spécialisé en économie et en histoire : il possède un diplôme d'économie de l'Institut d'Etat russe d'apprentissage à distance pour l'économie et la finance, ainsi qu'un diplôme d'histoire commencé à l'Université pédagogique d'État de Moscou et terminé à l'Université d'État de Moscou. Néanmoins, lorsque débute la perestroïka, c'est en tant que sociologue et politologue qu'il s'affirme et se professionnalise.

### Activités scientifiques et éditoriales
Tarassov commence à publier ses travaux sous un pseudonyme en 1984, aussi bien dans des samizdats (publications clandestines) soviétiques que dans la presse étrangère. À partir de 1988, ses articles (toujours sous un pseudonyme) apparaissent dans la presse indépendante, et depuis 1990 il publie dans la presse indépendante et officielle sous son propre nom.
En 1988, il fonde les « Archives indépendantes » (renommées en 1990 « Archives indépendantes – Service sociologique indépendant »). Il collabore aux travaux du Centre « Phénix » pour une Nouvelle Sociologie et l'Étude de la Politique Appliquée (en russe : Центр новой социологии и изучения практической политики «Феникс») à partir de 1991. En 2004, il devient le codirecteur de « Phénix », et en février 2009, son directeur. 
Durant la première moitié de 1993, Tarassov est l'un des trois rédacteurs en chef d'un magazine mensuel appelé « La Maison des Syndicats » (en russe : Дом союзов), publié par la même équipe que « Solidarnost » (en russe : Солидарность, solidarité), le journal fondé par la Fédération des Syndicats de Moscou (et désormais le journal de la Fédération des syndicats indépendants de Russie). Le magazine a alors un tirage de 30 000 exemplaires. Dans son adresse aux lecteurs du premier numéro, Tarassov affirme que « La Maison des Syndicats » se donne pour mission de « mettre à jour la pensée socialiste » et de « créer une théorie qui corresponde à la réalité d'aujourd'hui ». Cinq numéros sont publiés avant que le rédacteur en chef de « Solidarnost », Andreï Isaïev, décide la fermeture du magazine, déclarant ce dernier non conforme à la ligne politique de la Fédération des Syndicats de Moscou en raison d'un radicalisme « excessif ».
Tarassov est l'auteur de plus de 1 100 publications en sociologie (principalement en études sur la jeunesse, sur les questions d'éducation et de résolution des conflits), en science politique (sur les processus politiques contemporains, le radicalisme politique en Russie et à l'étranger, ou encore les mouvements sociaux de masse), en histoire (sur l'histoire mouvements révolutionnaires et des guérillas), en culturologie, (sur la culture de masse et les contradictions interculturelles et intercivilisationnelles) et en économie (recherche comparée). Il est également un critique littéraire et de cinéma (littérature et cinématographie contemporains, culture de masse et politique, histoire et théorie du cinéma des années 1960 et 1970). Il est le premier à étudier et décrire la sous-culture des skinheads néonazis en Russie,,,, et est également l'auteur de la première recherche approfondie sur l'influence des idées et des organisations d'extrême-droite sur la sous-culture des supporters de football en Russie (en 2009-2010).
Outre ses travaux politiques et scientifiques, Tarassov est, depuis 1992, l'auteur d'écrits littéraires poétiques et en prose. Depuis 1997, il a également traduit des œuvres de l'anglais et de l'espagnol vers le russe. Ses travaux ont été publiés en Russie, aux États-Unis, au Canada, au Royaume-Uni, en France, en Allemagne, en Suède, en Italie, en Espagne, en Grèce, en Finlande, en Hongrie, en Inde, au Japon, en Corée du Sud, en Argentine, au Panama, en Estonie, en Lettonie, en Lituanie, au Kazakhstan, en Moldavie, en Azerbaïdjan, en Transnistrie, à Cuba et en Ukraine. Il est le lauréat de prix de plusieurs magazines littéraires : Droujba Narodov (« L'amitié des peuples », en russe : « Дружба народов ») (2000), Younost (« Jeunesse », en russe : «Юность») (2001) et Oktyabr (« Octobre », en russe : «Октябрь») (2011).
Il est à l'origine de plusieurs collections d'ouvrages. Il participe notamment, en 2002, à la, sur les questions d'éducation et de résolution des conflits), en science politique création de la collection « L'heure H. La pensée anti-bourgeoise mondiale contemporaine » (en russe : «Час «Ч». Современная мировая антибуржуазная мысль», chez l'éditeur « Gilea »), dont il est l'un des rédacteurs. Par la suite, il fonde deux autres collections : « La lutte des classes » (« Klassenkampf », co-éditée avec Boris Yuliyevich Kagarlitsky chez « Ultra.Culture ») en 2005 et « La Rose de la Révolution » (« РоЗА РЕВОлуции», chez l'éditeur « Révolution Culturelle ») en 2006. Dans ces collections sont publiés des écrits socio-politiques de gauche, principalement étrangers.

### Positions politiques et représailles
Les positions politiques radicales de Tarassov, ainsi que ses travaux sociologiques sur les skinheads néonazis, sont à l'origine de tensions parfois fortes avec les milieux extrémistes et lui ont causé des problèmes à plusieurs reprises. 
Le 4 novembre 1995, Tarassov est attaqué près de son domicile. Après l'avoir appelé par son nom de famille, des agresseurs non identifiés s'en prennent à lui et le battent jusqu'à ce qu'il perde connaissance. Les agresseurs s'enfuient en emportant le passeport de Tarassov, mais sans toucher à l'argent qu'il avait sur lui ni à ses effets personnels. Une enquête a été ouverte au sujet de l'attaque, mais les agresseurs n'ont jamais été identifiés,.
En 2008, des activistes néonazis incluent le nom d'Alexandre Tarassov dans la liste des « Ennemis du peuple russe », en tant que personne à « éliminer physiquement ». Cette liste est publiée sur divers sites russes d'extrême droite,. Il est également désigné en 2011 par le mouvement de jeunesse pro-Poutine « Nachi » comme « l'un des ennemis les plus détestables » du groupe, de son leader Vasily Yakemenko, et du régime de Vladimir Poutine.
Tarassov est également l'objet d'une animosité franche dans les milieux anarchistes en raison de sa critique régulière de l'anarchisme, avant tout sur le plan de la pratique – qu'il considère être stérile et sans avenir – mais aussi, partiellement, sur celui de la théorie – qui est selon lui dépassée et non scientifique,,. 
Face aux protestations de l'hiver 2011-2012 en Russie, apparues en réaction à des fraudes lors des élections législatives du 4 décembre 2011, la réaction de Tarassov est négative. Il s'agit selon lui d'un mouvement petit-bourgeois et d'une « rébellion de consommateurs », contraires aux buts et aux missions de la gauche en Russie et ne permettant en rien de faire avancer la lutte révolutionnaire contre le capitalisme,.